# 20887 Ngwaikin
20887 Ngwaikin este un asteroid din centura principală de asteroizi.

## Descriere
20887 Ngwaikin este un asteroid din centura principală de asteroizi. A fost descoperit pe 18 noiembrie 2000 la Desert Beaver Observatory de William Kwong Yu Yeung. Asteroidul prezintă o orbită caracterizată de o semiaxă mare de 2,24 ua, o excentricitate de 0,16 și o înclinație de 3,2° în raport cu ecliptica.